# Campylospermum zenkeri
Espèce
Synonymes
- Campylospermum zenkeri (Tiegh.) Farron[2]

Campylospermum zenkeri (Tiegh.) Farron  est une espèce de plantes à fleurs de la famille des Ochnaceae et du genre Campylospermum. C'est un arbuste endémique du Cameroun. 

## Étymologie
Son épithète spécifique zenkeri rend hommage au botaniste allemand Georg August Zenker, actif au Cameroun.

## Description
C'est un arbuste de 2 à 4 m de haut présentant de larges feuilles (25-34 cm de long pour 10 cm de large). Campylospermum montre une tendance à la zygomorphie (les filets sont courts d'un côté de la fleur et plus longs de l'autre).

## Répartition et habitat
On le trouve en forêt tropicale à 1 800 d'altitude.
Endémique du Cameroun, assez rare, l'espèce a été observée sur une dizaine de sites dans quatre régions (Sud-Ouest, Littoral, Centre et Sud).